# ロンサム・ウェスト
『ロンサム・ウェスト』(英語: The Lonesome West、別タイトル『ロンサム・ウェスト　神の忘れたまいし土地』)はアイルランド系イギリス人の劇作家マーティン・マクドナーによる戯曲である。『ビューティ・クイーン・オブ・リーナン』と『コネマラの骸骨』とあわせて、コネマラを舞台とするリーナン三部作(コネマラ三部作と言われることもある)を構成する。全三作とも、アイルランド西部のリーナンの町で起こるショッキングで殺人を含む事件を描いている。

## 登場人物
- コールマン・コナー…ヴァレンの兄
- ヴァレン・コナー…コールマンの弟
- ウェルシュ神父…カトリックの聖職者で、よくウォルシュと間違えられる
- ガーリーン…近所の少女

## あらすじ
『ロンサム・ウェスト』は常に口論ばかりしているコールマンとヴァレンのコナー兄弟を主人公としている。兄弟の父親はショットガンの「事故」で死亡したばかりである。ヴァレンは自分が持っている宗教的な装飾品とポティーン（ウィスキーの一種）を飲むことにしか興味が無い。コールマンは食べることにしか関心がなく、葬儀に出席して無料のソーセージロールとヴォロヴァンをもらってくる。
ヴァレンはウェルシュ神父と一緒に、自殺した警官であるトマス・ハンロン（『コネマラの骸骨』の登場人物）の死体を湖から引き揚げるのを手伝いに行く。コールマンはついていくふりをするが、ローファーを履いているにもかかわらず靴紐が結べないと言って遅れる。家にひとりでいる間、コールマンはヴァレンのプラスティックの聖像を全部ヴァレンの新しいストーブに入れて壊す。アルコール依存症気味の教区聖職者であるウェルシュ神父だけが兄弟の仲を取り持とうとするが、アドバイスはほとんど聞き入れられない。後で、新しい髪型をバカにした父親をコールマンが撃ったことが明らかになる。ヴァレンはコールマンにウソのアリバイを提供することに同意し、父の死は事故だと言ったのだ。引き換えとして、ヴァレンはコールマンの遺産の一部を要求した。父の死に対しては兄弟のどちらも全く悲嘆や後悔を示さない。何にでもあらゆることについて兄弟はケンカをしている。ヴァレンはコールマンが自分のポテトチップスを食べたと言って攻撃し、雑誌を読む順番やヴァレンのペンなどについてもケンカをする。ウェルシュ神父は兄弟間の憎悪のせいで憂鬱になり、自尊心も低いまま、兄弟に仲良くするよう頼む手紙を書き、それに魂を賭けると語る。ウェルシュ神父はその後、湖で溺れて自殺する。コールマンとヴァレンは神父の手紙を読んで和解しようとし、「告白」の場面が続くが、そこで兄弟は過去にお互いに対してこっそり行った悪事を順番に認め合い、相手の「罪」を許そうとする。ヴァレンは、コールマンのガールフレンドの喉に鉛筆を押して刺したことを認めたが、このせいで彼女は鉛筆を取り除いた医者と恋に落ちたので、コールパンはこれを聞いて癇癪を爆発させる。怒りにかられてコールマンはヴァレンの新しい陶器の聖像像コレクションをたたき壊しはじめ、銃を何発か撃ってストーブも壊す。コールマンは落ち着いた後、さらにひどい告白をする。二年前にコールマンはヴァレンのイヌの耳を切り落としたと明かし、茶色い紙袋に入った切られたイヌの耳を証拠として見せる。これによりヴァレンは怒りを爆発させ、大きなケンカの場面が続く。二人の兄弟が決して良い関係を築けないことが明らかになる。ふたりはケンカが実際は自分たちにとって良いことで、ウェルシュ神父の魂が地獄で腐っても知ったことではないと認める。

## 上演
1997年6月にゴールウェイのドルイド・シアター・カンパニーがロイヤル・コート劇場との協働でタウン・ホール・シアターにて初演を行った。1997年7月26日からロンドンのロイヤル・コート劇場に引っ越した。三部作の他二作とともにアイルランドのコークやダブリンで上演されたのち、ブロードウェイ初演が1999年4月27日にライシアム劇場で行われ、1999年6月13日に本公演55回、プレビュー9回で幕を閉じた。これらの上演はすべてギャリー・ハインズが演出し、ヴァレン役はブライアン・F・オバーン、コールマン役はメリサ・スタフォード、ウェルシュ神父役はデイヴィッド・ガンリー、ガーリーン役はドーン・ブラッドフィールドが演じた。 ブロードウェイ版は1999年のトニー賞で演劇作品賞、男優賞(ブライアン・F・オバーン)、演出賞(ギャリー・ハインズ)、助演女優賞候補(ドーン・ブラッドフィールド)の候補となり、またドラマリーグ賞優秀プロダクション賞候補になった。

### 日本語版
2002年の4月から5月にかけて、『ロンサム・ウェスト　神の忘れたまいし土地』というタイトルで鴇澤麻由子翻訳、鵜山仁演出にて宝塚バウホールと世田谷パブリックシアターで上演された。辻萬長がコールマン役、磯部勉がヴァレン役、横堀悦夫がウェルシュ神父役、小島聖がガーリーン役をつとめた。バウホールでの上演は手話通訳つきで実施された。本公演は「日本人にも受け止めやすくした演出」が高く評価された。辻萬長は本作及びこまつ座『雨』の演技で紀伊国屋演劇賞を受賞した。
2006年に演劇集団円により、芦沢みどり訳、森新太郎演出で上演された。伊藤雅子がデザインした本上演の舞台模型が2007年のプラハ・カドリエンナーレで展示された。
2014年5月から6月にかけて、新国立劇場にてシス・カンパニーが小川絵梨子演出・翻訳、堤真一がコールマン役、瑛太がヴァレン役、北村有起哉がウェルシュ神父役、木下あかりがガーリーン役で本作を上演した。本上演は「細やかな人間性の描写と躍動的な身体性を両立」させた上演であるとして高く評価された。小川絵梨子は本作及び『ヒストリーボーイズ』の演出で第22回読売演劇大賞の優秀演出家賞を受賞している。

## 評価
パトリック・ロナガンは本作は「あらゆる人間について言おうとしていることゆえに悲劇的である」と述べ、個人的な問題を扱う『ビューティ・クイーン・オブ・リーナン』に比べて広いコミュニティを扱う悲劇であると分析している。

## 戯曲の刊行状況
※2018年1月時点で、日本語訳は刊行されていない。
- Martin McDonagh, The Beauty Queen of Leenane and Other Plays (Vintage Books, 1998)…リーナン三部作をすべて収録している。
- Martin McDonagh, The Lonesome West (Dramatist's Play Service, 1999).